# الهندوسية في بنغلاديش
الهندوسية هي ثاني أكبر انتماء ديني في جمهورية بنغلاديش، وفقًا لتعداد بنغلاديش لعام 2011، أجاب حوالي 12.73 مليون شخص بأنهم هندوس، ويشكلون 8.5٪ من إجمالي السكان. من حيث عدد السكان، تعد بنغلاديش ثالث أكبر دولة هندوسية في العالم، بعد الهند ونيبال.

## الثقافة

### المهرجانات
في بنغلاديش الهندوسية يعتبر الاستحمام والنذور والحج إلى الأنهار والجبال والأضرحة المقدسة من الممارسات الشائعة. سوف يتعبد الهندوسي العادي في أضرحة المسلمين، دون أن يهتم بالدين الذي من المفترض أن يكون هذا المكان تابعًا له. يقدس الهندوس العديد من الرجال القديسين والزهاد البارزين لإماتاتهم الجسدية. يعتقد البعض أنهم ينالون منفعة روحية بمجرد النظر إلى رجل قديس عظيم. دورجا بوجا، الذي يقام في سبتمبر-أكتوبر، هو أهم مهرجان للهندوس البنغلاديشي ويتم الاحتفال به على نطاق واسع في جميع أنحاء بنغلاديش.

### العادات والتقاليد
يعبر عن مبدأ اللاعنف في القواعد المتبعة عالميا تقريبا ضد أكل لحوم البقر. لا يعتبر جميع الهندوس البنغاليين نباتيين بأي حال من الأحوال، ولكن الامتناع عن تناول جميع أنواع اللحوم يعتبر فضيلة «سامية». الطائفة الكهنوتية براهمين، على عكس نظرائهم في أماكن أخرى في جنوب آسيا، تأكل الأسماك والدجاج. هذا مشابه لولاية البنغال الغربية الهندية، حيث يستهلك الهندوس أيضًا الأسماك والبيض والدجاج ولحم الضأن.